# سلم‌آباد (دامغان)
سلم‌آباد روستایی در دهستان قهاب رستاق بخش امیرآباد شهرستان دامغان استان سمنان ایران است.

## جمعیت
بر پایه سرشماری عمومی نفوس و مسکن در سال ۱۳۹۵ جمعیت این مکان ۹۱ نفر (۲۸خانوار) بوده‌است.